# 廣生行
廣生行國際有限公司（前港交所上市編號：0189），曾在香港交易所上市的香港地產公司，也是華人置業聯營公司，1941年10月31日香港交易所上市。
主要業務是經營化粧品及物業投資的。由馮福田創辦，當時是全港最大價股份之一，而在1983年，長江實業收購本公司股權，並計劃私有化，但不成功，在1990年，曾是最大投資銀行和破產的百富勤投資收購，並在1997年把本公司私有化，但不滿出手太低，以致股價大瀉。
在1998年，華人置業收購以50:50比例收購，在第一次私有化未能通過，之後在2005年1月中，華人置業以50:50比例通過第二次私有化後，同年2月撤銷上市。

## 外部連結
- 華人置業集團有限公司 （页面存档备份，存于）
- 雙妹嘜品牌